# STS-51-F
STS-51-Fは、アメリカ航空宇宙局のスペースシャトル計画の19回目の飛行であり、スペースシャトルチャレンジャーの8回目の飛行である。1985年7月29日にフロリダ州のケネディ宇宙センターから打ち上げられ、8日後の8月6日に地球に帰還した。
STS-51-Fの主要ペイロードはスペースラブ2だったが、最も一般の注目を集めたのは、コーラ戦争を行っているコカコーラとペプシが宇宙飛行士への炭酸飲料の提供に挑戦したCarbonated Beverage Dispenser Evaluationだった。

## 乗組員
- 船長 - ゴードン・フラートン（英語版） (2)
- 操縦手 - ロイ・ブリッジス（英語版） (1)
- ミッションスペシャリスト1 - カール・ゴードン・ヘナイズ (1)
- ミッションスペシャリスト2 - ストーリー・マスグレーブ（英語版） (2)
- ミッションスペシャリスト3 - アントニー・イングランド（英語版） (1)
- ペイロードスペシャリスト1 - ローレン・アクトン（英語版） (1)
- ペイロードスペシャリスト2 - ジョン＝デイヴィッド・バルトー（英語版） (1)

## 打上げ
STS-51-Fの打上げは、当初、1985年7月12日に予定されていたが、メインエンジンが点火した発射3秒前になって、SSMEの2番目の冷却剤バルブの故障のために3つ全てのメインエンジンが停止して中止となった。同年8月29日に行われた2度目の挑戦で問題が発生し1時間37分遅れたものの、17時(EDT)にチャレンジャーは無事に打ち上げられた。
3分31秒の上昇で、中央エンジンの2つの高圧燃料ターボポンプタービンのうちの1つの温度センサーが故障した。2分12秒後、2つ目のセンサーも故障し、中央エンジンが停止した。これは、スペースシャトル計画で唯一の飛行中のメインエンジンの故障であった。
約8分後、右エンジンの同じ温度センサーの1つが故障し、右エンジンの残った温度センサーは、エンジン停止の危険域に近い温度を示した。管制官のジェニー・ハワードは、すぐに、残ったセンサーの指示値によりSSMEが停止するのを防ぐように乗組員に指示を出した。
SSMEの故障のために、スペースシャトルは予定された高度の軌道に入ることはできなかった。

## ミッションの概要

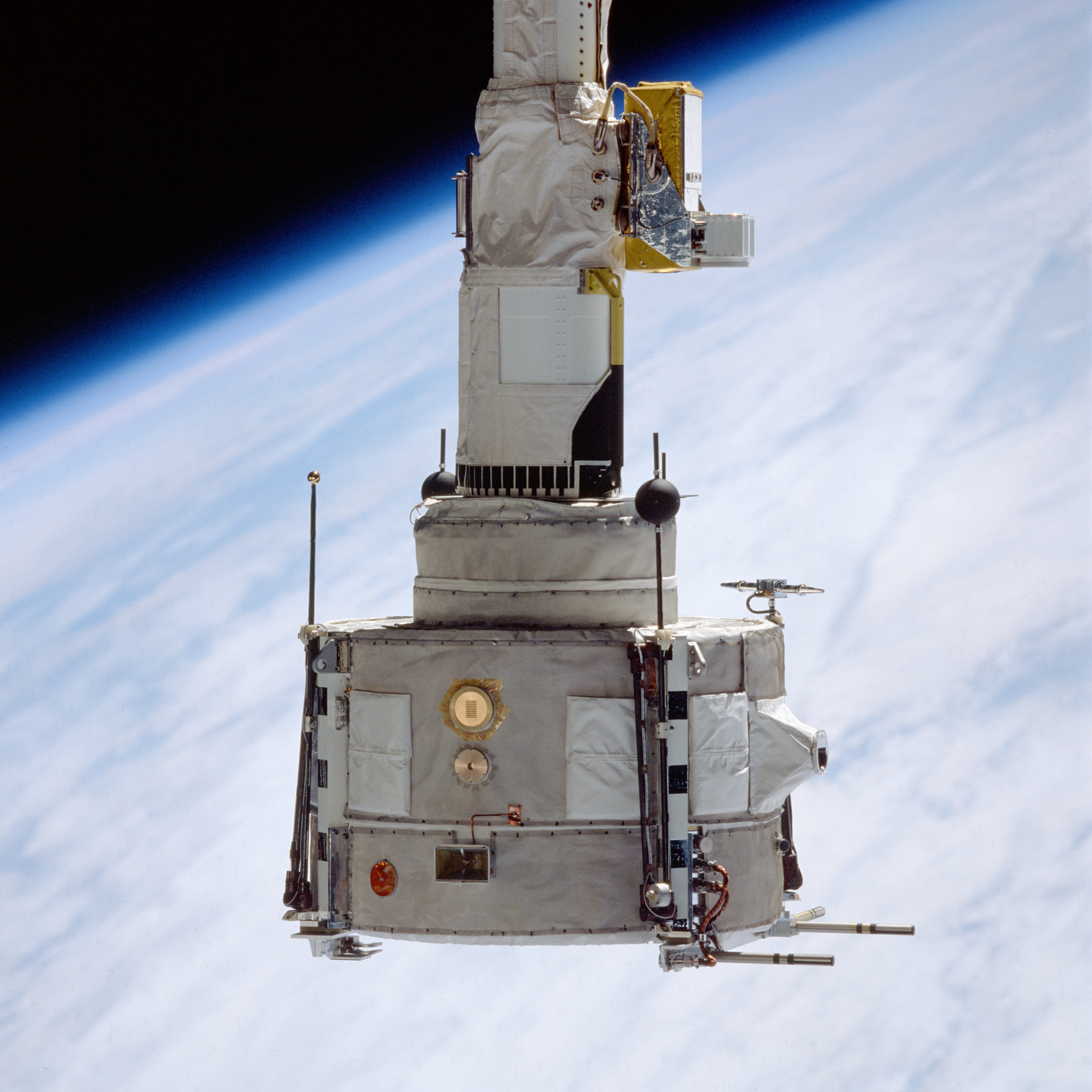

STS-51-Fの主要ペイロードは、実験モジュールのスペースラブ2であった。スペースラブのシステムの特別なモジュールは「イグルー」で、3列のパレットの1番前に位置し、パレット上の機器を保護した。ミッションの主目的はスペースラブのシステムの検証等であった。実施された実験は、生命科学、プラズマ物理学、天文学、高エネルギー天体物理学、太陽物理学、大気物理学等に及んだ。予定軌道に入れなかったことでミッションの再計画が必要であったものの、スペースラブのミッションは成功したと宣言された。
この飛行では、初めて欧州宇宙機関のInstrument Pointing Systemが軌道上で試験された。このユニークな測地機器は、1秒の正確さで設計されている。当初、太陽の追跡の際にいくつかの問題が発生したが、問題点は修正された。さらに、トニー・イングランドは、2人目の宇宙からのアマチュア無線運用者となった。
また、このミッションでは、スペースラブ赤外線望遠鏡が展開された。この望遠鏡は口径15.2cmのヘリウム冷却赤外線望遠鏡で、1.7から118μmの間の波長で観測を行う。実験ではいくつか問題が起こったが、現在でも有益な天文データを送り返している。
盛んに宣伝された商業実験では、STS-51-Fの乗組員は、コカコーラとペプシが特別に設計した缶入りの炭酸飲料を飲んだ。

## 着陸
チャレンジャーは、1985年8月6日12時45分26秒(PDT)にエドワーズ空軍基地に着陸した。着陸距離は、2612mであった。このミッションは、予定の軌道に入れなかったため、17周延長された。オービタは、8月11日にケネディ宇宙センターに戻った。

## 徽章
このミッションの徽章は、ヒューストン在住の画家スキップ・ブラッドリーによってデザインされた。上昇するチャレンジャーとスペースラブ2が描かれた。背景にはしし座とオリオン座が描かれ、19個の星は、このミッションがスペースシャトル計画の19回目のミッションであることを表している。